# إسمعيل كندي
إسمعيل‌ كندي هي قرية في مقاطعة خوي، إيران. يقدر عدد سكانها بـ 21 نسمة بحسب إحصاء 2016.